# Яков из Анконы
Яков из Анконы (Jacob d’Ancona, Якоб Анконский) — еврейский учёный и купец, посетивший якобы в 1270—1271 годах Китай (несколькими годами раньше, чем Марко Поло). В 1997 году английский политический философ, историк идей и драматург Дэвид Селбурн, бывший профессор Оксфордского университета, опубликовал текст «Город света» (англ. The City of Light); по его утверждению, это сделанный им перевод трактата, сочинённого Яковом.
Существуют серьёзные сомнения в подлинности текста и, соответственно, в исторической реальности Якова из Анконы, так как больше он нигде не упоминается.

## Версия публикатора
По версии Селбурна, проживающего в Италии (Урбино), в 1990 году некто предложил ему для исследований переплетённую в пергамент рукопись на бумаге из 280 листов (сообщаются также некоторые технические детали вроде формата страниц), написанную на итальянском языке (возможно, переведённую с иврита) несколько веков назад и все эти годы тайно хранившуюся из-за опасений преследования со стороны христиан. Владелец рукописи поставил условием не разглашать его имени, не фотографировать рукопись и не выносить её из дома. С его разрешения Селбурн, однако, перевёл рукопись «с листа» на английский язык (не скопировав при этом итальянский текст) и вернул её владельцу. В 1996 году, когда Селбурн собрался издать записки Якова, владелец рукописи якобы прервал с ним все отношения, но профессор остался верным данному слову и не разгласил данных о нём. Таким образом, единственным свидетельством существования рукописи остался английский перевод, который Селбурн и издал. При этом Селбурн не является специалистом по средневековой еврейской, итальянской или восточной истории и соответствующим языкам; все сомнительные места в своём переводе он относит на счёт этого обстоятельства.
Согласно рукописи, Яков, последователь Маймонида, провёл пять месяцев в торговом городе Зайтуне (ныне Цюаньчжоу, провинция Фуцзянь), где до него бывал Ибн Баттута, а после него — Поло. Именно Зайтун и имеется в виду под «городом света» в названии, которое Селбурн дал сочинению Якова. Пребыванию в Зайтуне посвящено 7 глав из 10, остальные документируют путь Якова из Анконы до Китая и обратно через Ближний Восток, страны Персидского залива, Индию и Юго-Восточную Азию; он посещает также еврейские общины в этих местах.

## Подозрения в мистификации
После публикации «Города Света» текст вызвал острую критику гебраистов (Хилель Халкин, Бернард и Давид Вассерштейны), китаистов (Джонатан Спенс, Т. Х. Баррет, Фрэнсис Вуд, Игор де Ракевилц), в том числе исследователей истории евреев в Китае (Д. Лесли), итальянистов (Д. Абулафиа), отметивших многочисленные несообразности —
- фактические ошибки (в том числе незнание деталей иудейского обряда или, напротив, избыточное для еврейского автора их обсуждение),
- анахронизмы (включая терминологические, например, термин мелла для еврейского квартала в регионе Персидского залива; фактически этот термин не мог появиться раньше XV века на другом конце арабского мира в Фесе, где так назывался конкретный район города),
- перенесённые из устаревших исследований неправильные транскрипции (в том числе неверные отождествления городов Китая),
- неправдоподобие некоторых сюжетов и деталей маршрута Якова,
- влияние топосов позднейшей художественной литературы,
- необычную для средневекового еврейского текста откровенность сексуальных описаний.

Указывалось также на чрезвычайно характерные для мистификаций обстоятельства «появления» и «исчезновения» рукописи (отсутствие подлинной рукописи, чтобы отвести палеографический и материальный анализ; «двойной перевод» и отсутствие итальянского и еврейского текста, чтобы отвести филологическую критику), а также на общее неправдоподобие всех этих обстоятельств в целом: прежде всего, неясно, зачем было владельцу засекречивать рукопись и зачем Селбурну было переводить её с листа, вместо того чтобы просто фотокопировать или списать. Рецензенты журнала «Journal of Asian History» приходят к однозначному выводу, что «Город Света» «представляет собой тщательно продуманный обман», принадлежащий лично Селбурну, и что существовал только английский текст.
Кроме того, содержание текста соответствует идеологическим установкам неоконсерватора Селбурна, активно выступавшего и как публицист (обнаруживаются даже близкие текстуальные параллели с его сочинениями). Бо́льшая часть «китайских» глав трактата (и даже всего текста целиком) представляет собой не описание собственно городов и стран, как это обычно для средневековых травелогов, а изложение социально-философских дискуссий. Сначала это беседы Якова из Анконы с его единомышленником, китайским мудрецом Питако, который критикует (как и сам Яков) «падение нравов» в Зайтуне и различного рода идеологии «левого» толка (без труда опознаваемые современным читателем как эгалитаризм, антикапитализм, феминизм и др.) и призывает возвращаться к традициям, особенно перед лицом предстоящего вторжения монголов. Кроме того, излагаются споры их обоих с защищающими свой образ жизни китайцами. В одной из рецензий (Роза Кейвни) было сказано: «По чистому совпадению, многое из того, что Якову из Анконы не нравится в Китае XIII века, не нравится и Дэвиду Селбурну в Британии конца XX века»; с точки зрения рецензента, текст представляет собой «постмодернистский литературный приём». Другие рецензенты сравнивали «Город света» с сатирическими антиутопиями вроде «Путешествий Гулливера». По предположению Х. Халкина, Селбурн, возможно, начал писать «Город света» в 1980-е годы как художественное произведение, где монгольская угроза представляла собой актуальную аллегорию угрозы советской, однако после распада СССР предпочёл переделать аллегорический роман в претендующую на историческую реальность мистификацию.
Подозрения в мистификации заставили первых издателей после выпуска книги в Великобритании отменить американское издание. Однако в течение последующих четырёх лет (после поддержки китайских учёных) «Город света» выдержал ещё четыре издания, в том числе и в США, а также появились переводы на китайский, иврит и ряд других языков.
Селбурн продолжал настаивать на подлинности книги и возражал некоторым своим критикам в печати. На его стороне выступала правоконсервативный журналист Мелани Филипс. В целом его книга воспринята благожелательно китайскими учёными, некоторые из которых заявляют, что Яков из Анконы аутентично рассказывает о Китае сунской эпохи, включая директора Морского музея в Цюаньчжоу («Зайтуне» из рукописи Якова) Вана Ляньмао. Впрочем, по словам Т. Баррета, «из китайского текста интервью с Ваном очевидно, что ему хотелось бы верить в подлинность рассказа, но и он видит в нём ошибки и избегает решительного вывода».